# Kähtävä
Kähtävä är en ort och före detta tätort i Alavieska kommun i landskapet Norra Österbotten i Finland. Vid tätortsavgränsningen 1970 hade tätorten Kähtävä 201 invånare men har sedan dess inte utgjort en tätort.

## Befolkningsutveckling
| Befolkningsutvecklingen i Kähtävä 1960–1970 | Befolkningsutvecklingen i Kähtävä 1960–1970 | Befolkningsutvecklingen i Kähtävä 1960–1970 | Befolkningsutvecklingen i Kähtävä 1960–1970 | Befolkningsutvecklingen i Kähtävä 1960–1970 |
| ------------------------------------------- | ------------------------------------------- | ------------------------------------------- | ------------------------------------------- | ------------------------------------------- |
|                                             |                                             |                                             |                                             |                                             |
| År                                          |                                             |                                             | Folkmängd                                   | Landareal (km²)                             |
| 1960                                        | 1960                                        |                                             | 282                                         | 2,25                                        |
| 1970                                        | 1970                                        |                                             | 201                                         | 2,25                                        |
| Anm.: Ej tätort 1980.                       |                                             |                                             |                                             |                                             |